# Alpha Lyncis
Désignations
Alpha Lyncis (α Lyn / α Lyncis) est l'étoile la plus brillante de la constellation du Lynx. Sa magnitude apparente est de +3,13. D'après la mesure de sa parallaxe annuelle par le satellite Hipparcos, l'étoile est située à environ ∼ 203 a.l. (∼ 62,2 pc) de la Terre. Elle s'éloigne du Système solaire à une vitesse radiale de +38,5 km/s.
Alpha Lyncis est une étoile géante rouge évoluée de type spectral K6III. Elle est 1,52 fois plus massive que le Soleil et son rayon est environ 58 fois plus grand que le rayon solaire. L'étoile est autour de 621 fois plus lumineuse que le Soleil et sa température de surface est de 3 881 K. Elle tourne sur elle-même à une vitesse de rotation projetée de 6,4 km/s.
Alpha Lyncis est une étoile variable suspectée dont la magnitude apparente semble varier entre 3,12 et 3,17
,.